# Барановка (Монастырщинский район)
Барановка — деревня в Монастырщинском районе Смоленской области России. Входит в состав Любавичского сельского поселения. Население — 24 жителя (2007 год).
Расположена в западной части области в 6 км к югу от Монастырщины, в 41 км западнее автодороги А141 Орёл — Витебск. В 47 км восточнее деревни расположена железнодорожная станция Васьково на линии Смоленск — Рославль.

## История
В годы Великой Отечественной войны деревня была оккупирована гитлеровскими войсками в июле 1941 года, освобождена в сентябре 1943 года.